# Stazione di Nuoro (1889)
La stazione di Nuoro era una stazione ferroviaria al servizio del comune di Nuoro, originario capolinea della ferrovia per Macomer. Fu il primo scalo ferroviario a servire la città, e venne impiegata dal 1889 al 1958, anno in cui fu sostituita da un nuovo impianto.

## Storia

La stazione nei primi decenni del Novecento

Le origini della stazione si ricollegano alla costruzione di una ferrovia a scartamento ridotto che avrebbe collegato Nuoro alla rete della Compagnia Reale delle Ferrovie Sarde, la cui linea principale (la Cagliari-Golfo Aranci) dopo vari dibattiti sul percorso fu deciso avrebbe attraversato il Marghine, suscitando le proteste dei nuoresi esclusi dalla realizzazione.
Così a fine Ottocento la Strade Ferrate Secondarie della Sardegna, concessionaria delle prime linee a scartamento ridotto dell'isola, realizzò una ferrovia tra Macomer e Nuoro: quest'ultima città fu dotata di una stazione nell'area denominata "Sae Marine", la quale fu inaugurata il 6 febbraio 1889, insieme al tronco ferroviario tra il capoluogo barbaricino e Orotelli che completava l'intera linea.
Nel 1921 alle SFSS subentrarono le Ferrovie Complementari della Sardegna: sotto questa gestione nel decennio successivo la stazione fu sottoposta ad un intervento di ristrutturazione ultimato nel 1937, con lavori che interessarono in particolare il fabbricato viaggiatori.
Nel dopoguerra prese concretezza l'idea di arretrare il capolinea nuorese della ferrovia: una nuova stazione fu costruita lungo la via La Marmora e venne terminata nella seconda metà degli anni cinquanta: con la sua attivazione datata 12 maggio 1958 terminava l'esercizio nel vecchio scalo, il quale fu successivamente completamente demolito. Nell'area in cui la struttura sorgeva fu in seguito costruita la piazza Italia della città.

## Strutture e impianti
Dopo la dismissione la "vecchia" stazione di Nuoro è stata demolita nella sua integrità e di essa non permangono tracce. Durante il periodo di attività lo scalo si presentava in configurazione di stazione di testa, ed era dotato complessivamente di otto binari tutti a scartamento da 950 mm: due di essi costituivano il fascio utilizzato per il servizio viaggiatori, con il primo binario dotato di banchina che era anche quello di corsa da cui si diramava il secondo binario, passante. Sempre dal primo binario si diramava un tronchino che serviva lo scalo merci dell'impianto, posto nell'area dell'asse estremo di stazione e ferrovia e comprendente un magazzino con adiacente piano caricatore; un ulteriore tronchino posto all'ingresso della stazione portava invece nell'area del rifornitore idrico dell'impianto.

Il fabbricato viaggiatori nel 1937, dopo gli interventi di ristrutturazione che ne alterarono le linee originarie

Dal secondo binario ne aveva origine un ulteriore che conduceva nell'area delle rimesse, terminando tronco in uscita dalla stazione e dando accesso a due ulteriori tronchini (previa rotazione sulla piattaforma girevole dello scalo) terminanti nella rimessa locomotive. Un ulteriore binario tronco si distaccava dal precedente terminando a fianco del deposito del materiale di trazione.
Tra gli edifici dell'impianto il principale era il fabbricato viaggiatori, costruzione a due piani nato con caratteristiche tipiche degli scali di prima classe delle SFSS e poi ristrutturato negli anni trenta con richiami all'architettura dell'epoca, che tra gli altri ospitava la locale direzione del movimento, gestito in loco. I servizi igienici erano ospitati in un fabbricato apposito posto a lato dell'edificio principale, mentre all'altezza dei deviatoi di accesso alla stazione era posta una casa cantoniera, anch'essa non più esistente.

## Movimento
L'esercizio ferroviario nell'impianto cessò nel 1958, sino ad allora la stazione fu capolinea delle relazioni delle SFSS ed in seguito delle FCS aventi come destinazione Macomer.

## Servizi
Negli anni in cui fu attiva la stazione era dotata di una serie di servizi all'utenza, tra cui una biglietteria e una sala d'attesa, concentrati principalmente nel fabbricato viaggiatori.
- Biglietteria a sportello
- Sala d'attesa
- Servizi igienici